# Cantonul Torigni-sur-Vire
Cantonul Torigni-sur-Vire este un canton din arondismentul Saint-Lô, departamentul Manche, regiunea Basse-Normandie, Franța.

## Comune
| Comune                  | Populație (1999) | Cod poștal | Cod INSEE |
| ----------------------- | ---------------- | ---------- | --------- |
| Biéville                | ...              | 50160      | 50054     |
| Brectouville            | ...              | 50160      | 50075     |
| Condé-sur-Vire          | ...              | 50890      | 50139     |
| Giéville                | ...              | 50160      | 50202     |
| Guilberville            | ...              | 50160      | 50224     |
| Lamberville             | ...              | 50160      | 50261     |
| Montrabot               | ...              | 50810      | 50351     |
| Le Perron               | ...              | 50160      | 50398     |
| Placy-Montaigu          | ...              | 50160      | 50404     |
| Précorbin               | ...              | 50810      | 50414     |
| Rouxeville              | ...              | 50810      | 50441     |
| Saint-Amand             | ...              | 50160      | 50444     |
| Saint-Jean-des-Baisants | ...              | 50810      | 50492     |
| Torigni-sur-Vire        | ...              | 50160      | 50601     |
| Vidouville              | ...              | 50810      | 50635     |